# Nils Egerbrandt
Nils Egerbrandt (né le 11 mai 1926 à Stockholm et mort le 4 février 2005) est un auteur de bande dessinée suédois. Auteur spécialisé dans la bande dessinée pour enfants, il a créé plusieurs séries, comme Olli (sv), qui raconte les aventures d'un petit eskimo, mais est surtout resté célèbre comme repreneur en 1960 de 91:an Karlsson, une création de Rudolf Petersson dont il a dessiné des histoires jusqu'à sa mort.

## Distinction
- 1974 : Bourse 91:an
- 1975 : Prix Adamson du meilleur auteur suédois pour l'ensemble de son œuvre